# Eacles
Eacles este un gen de molii din familia Saturniidae.

## Specii
- Eacles acuta Schaus, 1905
- Eacles adoxa Jordan, 1910
- Eacles barnesi Schaus, 1905
- Eacles bertrandi Lemaire, 1981
- Eacles callopteris W. Rothschild, 1907
- Eacles camposportoi Mendes, 1937
- Eacles canaima Feige, 1971
- Eacles cuscoensis Brechlin & Meister, 2009
- Eacles ducalis Walker, 1855
- Eacles fairchildi May & Oiticica, 1941
- Eacles guianensis Schaus, 1905
- Eacles imperialis (Drury, 1773)
- Eacles lemairei Rego Barros & Tangerini, 1973
- Eacles manuelita Oiticica, 1941
- Eacles masoni Schaus, 1896
- Eacles mayi Schaus, 1920
- Eacles ormondei Schaus, 1889
- Eacles paraadoxa Brechlin & Meister, 2009
- Eacles penelope (Cramer, 1775)